# Luis Cabrera Herrera
Luis Gerardo Cabrera Herrera OFM (ur. 11 października 1955 w Azogues) – ekwadorski duchowny katolicki, franciszkanin, arcybiskup metropolita Cuenca w latach 2009−2015, arcybiskup metropolita Guayaquil od 2015, kardynał od 2024.

## Życiorys

### Prezbiterat
Święcenia kapłańskie otrzymał 3 września 1983 w zakonie franciszkanów. Był m.in. mistrzem nowicjatu w Riobamba, dyrektorem instytutu filozoficzno-teologicznego w Quito, prowincjałem oraz definitorem generalnym zakonu dla Ameryki Łacińskiej i Karaibów.

### Episkopat
20 kwietnia 2009 Benedykt XVI mianował go arcybiskupem Cuenca. Sakry biskupiej udzielił mu 4 lipca 2009 nuncjusz apostolski w Ekwadorze - arcybiskup Giacomo Guido Ottonello. 24 września 2015 mianowany przez papieża Franciszka arcybiskupem metropolitą Guayaquil.
W latach 2017–2020 był wiceprzewodniczącym ekwadorskiej Konferencji Episkopatu, zaś w 2020 został wybrany jej przewodniczącym.
6 października 2024 podczas modlitwy Anioł Pański papież Franciszek ogłosił jego nominację kardynalską. Na konsystorzu 7 grudnia 2024 został kreowany kardynałem prezbiterem kościoła Świętej Rodziny z Nazaretu w Centocelle. Brał udział w konklawe 2025, które wybrało papieża Leona XIV.